# Muzeum Okręgowe w Toruniu
Muzeum Okręgowe w Toruniu – jedno z najstarszych muzeów w Polsce. Jego siedziba mieści się w Ratuszu Staromiejskim w Toruniu. Muzeum składa się z kilku oddziałów. Obok oddziału głównego w Ratuszu Staromiejskim w skład muzeum wchodzą: Dom Mikołaja Kopernika, Muzeum Historii Torunia w Domu Eskenów, Muzeum Sztuki Dalekiego Wschodu w Kamienicy pod Gwiazdą, Muzeum Toruńskiego Piernika, Muzeum Podróżników im. Tony’ego Halika, Muzeum Twierdzy Toruń i Biblioteka Naukowa. Dyrektorem Muzeum Okręgowego od 2021 roku jest Aleksandra Mierzejewska.

## Historia

### 1861–1920
Muzeum zostało założone w lipcu 1861 roku jako Städtisches Museum, początkowo mieściło się na drugim piętrze Ratusza Staromiejskiego. Muzeum powstało z inicjatywy niemieckiego towarzystwa naukowego Coppernicus-Verein für Wissenschaft und Kunst. W nowym muzeum zgromadzono zbiory Coppernicus-Verein für Wissenschaft und Kunst, Gminy Miejskiej oraz dary i depozyty torunian. Pierwsza oficjalna wystawa została udostępniona zwiedzającym pod koniec 1861 roku W latach 90. XIX wieku utworzono stanowisko kustosza zbiorów. Jako pierwszy funkcję te sprawował do 1921 roku Arthur Semrau.

### Okres międzywojenny i II wojna światowa
W 1920 roku władze nad muzeum objęli Polacy, Muzeum przyjęło nazwę Muzeum Miejskiego. W okresie międzywojennym ze względu na trudności finansowe oraz niechęć władz miasta do podjęcia decyzji co do przyszłości instytucji, Muzeum popadło w stagnację. Dzięki staraniom dr Ottona Steinborna w lipcu 1929 roku utworzono stanowisko kustosza Muzeum Miejskiego, które objął dr Gwido Chmarzyński.
Pod koniec 1930 roku dzięki staraniom Gwida Chmarzyńskiego w skład zbiorów Muzeum Miejskiego weszły również zbiory Towarzystwa Naukowego w Toruniu, które w 1876 roku przy ul. Łaziennej 6 (wówczas ul. Białej 70) założyło swoje prywatne muzeum. W skład zbiorów weszły również przedmioty z Gimnazjum Akademickiego: dzieła sztuki, instrumenty naukowe, okazy roślin i zwierząt.
W marcu 1935 roku przy ul. Chopina rozpoczęto przygotowania do utworzenia Muzeum Narodowego (Muzeum Ziemi Pomorskiej). Budowę siedziby muzeum przerwał wybuch II wojny światowej. We wrześniu 1939 roku Muzeum Miejskie przejęli Niemcy. Tymczasowo Muzeum przeniesiono do kamienicy przy Rynku Staromiejskim 7. Niemcy planowali budowę nowej siedziby, na miejscu budynku poczty przy Rynku Staromiejskim. Podczas wojny władze niemieckie organizowały w Ratuszu wystawy propagandowe. Pod koniec II wojny światowej część zbiorów wywieziono do Niemiec, inne (np. II traktat toruński Mariana Jaroczyńskiego) ukryli polscy pracownicy Muzeum. Część zrabowanych eksponatów (m.in. rysunki Torunia Georga Friedricha Steinera, drzeworyt Albrechta Dürera Św. Hieronim w pustelni) odnaleziono później we Wyrzysku i Marburgu.

### Historia najnowsza
W 1945 roku stanowisko tymczasowego kustosza muzeum pełnił Kazimierz Waluk, kierownictwo instytucji objęła Halina Tarnowska-Załęska. Pod koniec 1946 roku Muzeum wróciło do Ratusza. W 1947 roku dyrektorem Muzeum został prof Jerzy Remer. W 1950 roku Muzeum przyjęło nazwę Muzeum Pomorskie w Toruniu. Przekształconą placówkę podniesiono do rangi placówki ministerialnej. W tym samym roku Muzeum Pomorskie przekazało do Muzeum Kultur Ludowych w Młocinach kilkaset dzieł sztuki pochodzenia pozaeuropejskiego. Przekazane zbiory pochodziły przypuszczalnie z kolekcji Städtisches Museum. W 1955 roku obniżono rangę muzeum do placówki regionalnej. Samo Muzeum podporządkowano Wojewódzkiej Radzie Narodowej w Bydgoszczy. W latach 1957–1964 roku przeprowadzono remont generalny Ratusza. Remont miał przystosować budynek w całości do potrzeb muzealnych. W 1965 roku placówka przyjęła nazwę Muzeum Okręgowe w Toruniu.
Od 1960 roku Muzeum powiększa się o nowe oddziały. Powołano: Dom Mikołaja Kopernika (1966), Muzeum Sztuki Dalekiego Wschodu (1970), Dom Eskenów (1989, od 2011 roku Muzeum Historii Torunia), Muzeum Podróżników im Tony’ego Halika (2013), Muzeum Toruńskiego Piernika (2015), Muzeum Twierdzy Toruń (2021). Ponadto w 2010 roku Muzeum założyło Dział Archeologii oraz Bibliotekę Naukową.
W latach 1966–1970 Tadeusz Wierzejski przekazał na rzecz Muzeum zabytki sztuki dalekowschodniej. W 1990 roku dyrektorem Muzeum został dr Michał Woźniak. Funkcję te sprawował do 2000 roku. Następnymi dyrektorami Muzeum byli: dr Anna Kosicka (2000–2007), dr Marek Rubnikowicz (2007–2020). W 2020 roku obowiązki dyrektora pełniła Aleksandra Mierzejewska, w 29 sierpnia 2021 roku objęła stanowisko dyrektora.
W 2011 roku Muzeum odznaczono Medalem „Za zasługi dla Miasta Torunia” na wstędze. 24 listopada 2021 roku Muzeum obchodziło 160-lecie istnienia. Z tej okazji zorganizowano seminarium naukowe pt. Miasto królewskie: trzy stulecia przemian kultury artystycznej Torunia 1454-1793.

## Oddziały
- Ratusz Staromiejski – główna siedziba Muzeum Okręgowego, zlokalizowana w Ratuszu Staromiejskim w centrum Rynku Staromiejskiego[18]. Ratusz budowano w XIII i XIV wieku[19], dwukrotnie był odbudowywany po atakach wojsk szwedzkich na miasto[20]. W Ratuszu prezentowanych jest dziewięć wystaw stałych: Galeria sztuki gotyckiej, Sala Sądowa, Dawny Toruń. Historia i rzemiosło artystyczne 1233–1793, Sala Mieszczańska z galerią portretu mieszczańskiego XVI - XVIII w., Sala Królewska - Poczet Królów Polskich, Galeria malarstwa polskiego od poł. XVIII do poł. XX w., Sztuka sakralna nowożytnego Torunia, Skarb ze Skrwilna. Złotnictwo świeckie polskie i obce, Mennice i monety toruńskie 1233/1288–1765[21].
- Dom Mikołaja Kopernika – muzeum poświęcone Mikołajowi Kopernikowi, założone w 1966 roku. Mieści się w Domu Kopernika przy ul. Kopernika 15/17[12].
- Muzeum Historii Torunia w Domu Eskenów – muzeum mieszczące się Domu Eskenów przy ulicy Łaziennej 16. W muzeum prezentowane są eksponaty związane z historią Torunia[21].
- Muzeum Sztuki Dalekiego Wschodu w Kamienicy pod Gwiazdą – muzeum prezentujące zbiory pochodzące z Chin, Indii, Japonii, Korei, Syjamu i Wietnamu. Mieści się w Kamienicy pod Gwiazdą przy Rynku Staromiejskim 35[21], w latach 1967–1969 gruntownie wyremontowanej i przystosowanej do funkcji muzealnej. W 1970 wystawiono ekspozycję pt. Świat Orientu. Składała się ona z muzealiów podarowanych przez Tadeusza Wierzejskiego[22].
- Muzeum Toruńskiego Piernika – muzeum zlokalizowane przy ul. Strumykowej 4 w dawnej fabryce pierników należącej do rodziny Wesse, prezentujące historię europejskiego piernikarstwa[21].
- Muzeum Podróżników im. Tony’ego Halika – muzeum poświęcone życiu i dorobkowi Tony’ego Halika i Elżbiety Dzikowskiej oraz historię polskiego i światowego podróżnictwa[21]. Mieści się przy ul. Franciszkańskiej 11. Zostało otwarte 24 stycznia 2003 roku. Eksponaty z wypraw Halika przekazała Elżbieta Dzikowska w 1999 roku[23].
- Muzeum Twierdzy Toruń – muzeum otwarte 11 czerwca 2021 roku, mieszczące się w budynku dawnych koszar Bramy Chełmińskiej[11].
- Biblioteka Naukowa – biblioteka zlokalizowana przy ul. św. Jakuba 20A, dostępna również dla osób z zewnątrz[21].

## Zbiory

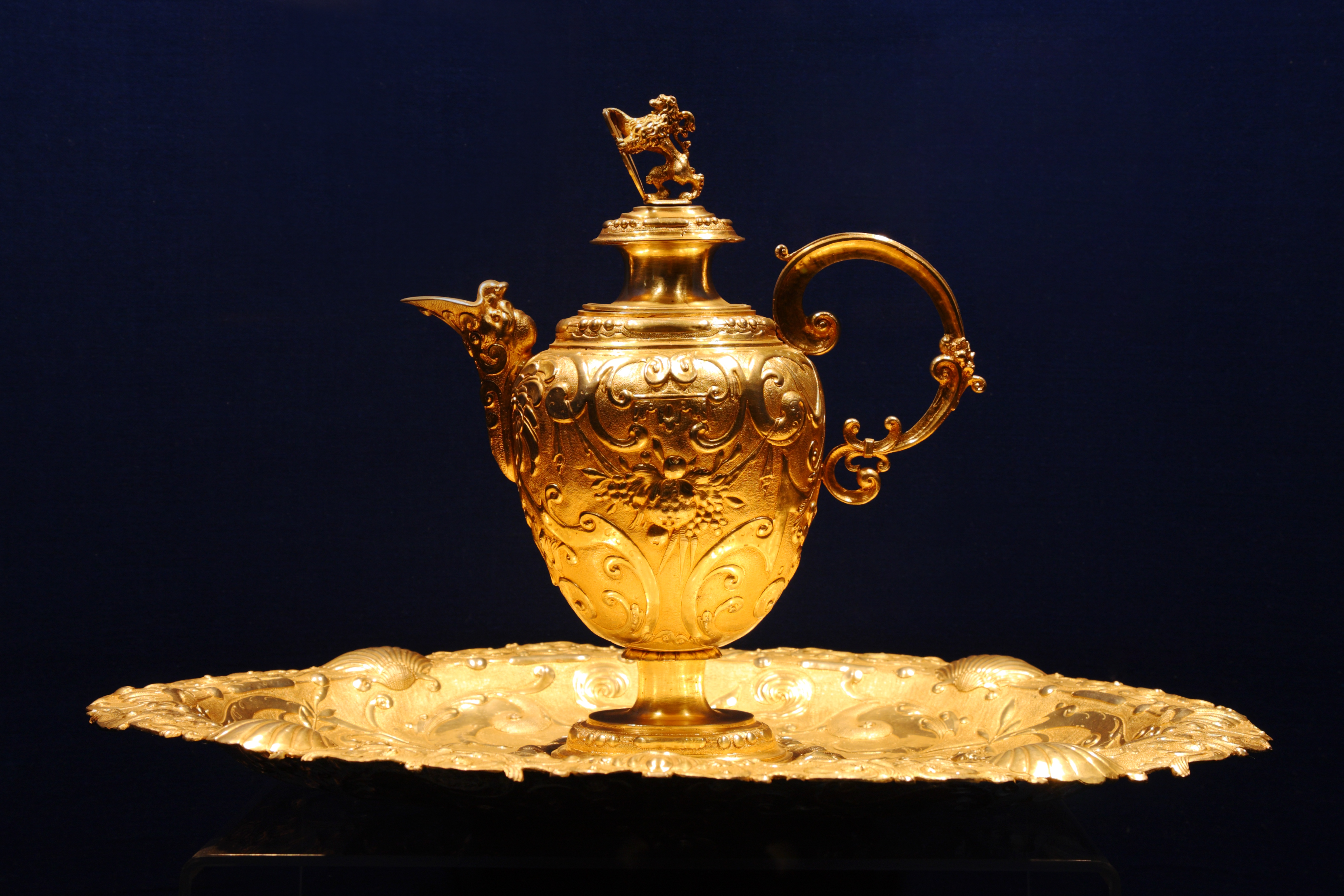
Naczynie do ablucji – fragment Skarbu ze Skrwilna

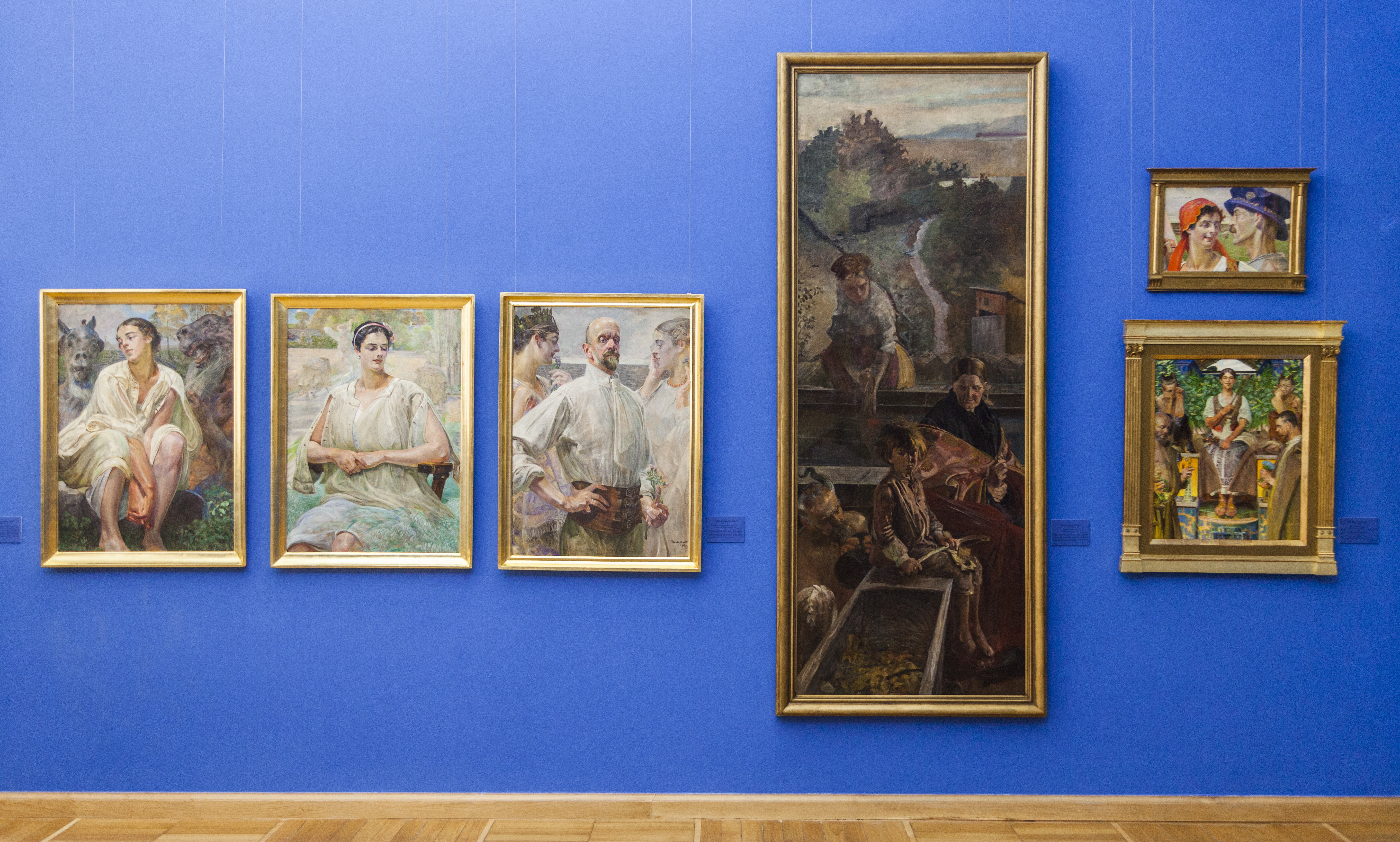
Fragment stałej ekspozycji zbiorów malarstwa polskiego – obrazy Jacka Malczewskiego

W 2011 roku Muzeum Okręgowe w Toruniu liczyło ponad 100 tys. eksponatów. W jej wchodziło ponad 50 tys. numizmatów, 25 tys. dzieł sztuki, 13 tys. obiektów archeologicznych i 12 700 obiektów historycznych.
Wybrane zbiory:
- Dział Sztuki Polskiej i Europejskiej – zespół gotyckich witraży, skarb ze Skrwilna (wykonane ze srebra przedmioty z XVI i XVII wieku), dwa szafowe zegary podłogowe z I. poł. XVIII wieku, stołowe zegary kaflowe z I. poł. XVIII wieku, Bestia z Apokalipsy Albrechta Dürera, XV-wieczne drzeworyty nieznanego autorstwa, ryciny z Cronica mundi Hartmanna Schedla, ryciny artystów niderlandzkich, portrety, twórczość malarska i graficzna m.in: Marcella Bacciarellego, Tytusa Czyżewskiego, Jacka Malczewskiego, Jana Matejki, Józefa Mehoffera, Piotra Michałowskiego, Józefa Pankiewicza, Wojciecha Weissa, Stanisława Ignacego Witkiewicza, Stanisława Wyspiańskiego[24][25].
- Dział Archeologii – zbiory archeologiczne z ziemi chełmińskiej, ziemi dobrzyńskiej i Kujaw od końca epoki lodowej do nowożytności. Eksponowane w wystawach czasowych[24][25].
- Dział Historii i Dziejów Miasta Torunia – obiekty numizmatyczne (w tym: zespół monet z mennicy toruńskiej z lat 1237–1765 i jedyne na świecie denary gdańskie z lat 1457–1526, znalezione na Rubinkowie, 3-dukatowa donatywa toruńska wybita prawdopodobnie na początku 1659 roku), kolekcja tabliczek neosumeryjskich z pismem klinowym z lat 2113–2005 p.n.e., broń (w tym miecz wikiński typu „Z” z X wieku i muszkiet z zamkiem kołowym z 1600 roku), kilka tysięcy grafik, pocztówek i fotografii Torunia od XVII do XX wieku, kolekcja medali. Większość eksponatów prezentowana jest w Muzeum Historii Torunia[25].
- Dział Kultur Pozaeuropejskich – kolekcja przekazana przez Tadeusza Wierzejskiego w 1966 roku, w następnych latach uzupełnienia. W skład kolekcji wchodzą: prace malarskie, rzeźby, grafiki i sztuka użytkowa z państw azjatyckich (Kamienica pod Gwiazdami), dokumenty i zdjęcia z podróży Tony’ego Halika i Elżbiety Dzikowskiej, tkaniny współczesnych Majów z Gwatemali, zbiory prekolumbijskie z Ameryki Łacińskiej, kolekcja kultury materialnej plemion z Nowej Gwinei, tkaniny i ozdoby z Chin, ozdoby i przedmioty rytualne z Etiopii, Gabonu i Namibii, zbiór biżuterii etnicznej z całego świata (Muzeum Podróżników im. Tony’ego Halika)[26][25].
- Dział Historii Toruńskiego Piernikarstwa – obiekty kultury materialnej i niematerialnej i źródła pisane poświęcone piernikarstwu, w większości eksponowane w Muzeum Toruńskiego Piernika[25].
- Dział Dom Mikołaja Kopernika – zbiory o tematyce kopernikańskiej (w tym Portret Mikołaja Kopernika), wizerunki nowożytnych astronomów i fizyków, kolekcja przyrządów naukowych (w tym cyrkiel Jana Heweliusza), kopie przyrządów astronomicznych Mikołaja Kopernika, kopie strojów i przedmiotów używanych w XV i XVI wieku[24][25].

Dawniej w skład Muzeum wchodził również Dział Etnografii kierowany przez Marię Znamierowską-Prüfferową. Dział ten w grudniu 1958 roku przekształcono w Muzeum Etnograficzne w Toruniu, będące samodzielną placówką muzealną.